# Hynobius guabangshanensis
Espèce
Statut de conservation UICN

 DD  : Données insuffisantes
Hynobius guabangshanensis est une espèce d'urodèles de la famille des Hynobiidae.

## Répartition
Cette espèce est endémique du Hunan en Chine. Elle se rencontre à 720 m d'altitude dans le xian de Qiyang dans la préfecture de Yongzhou.

## Étymologie
Son nom d'espèce, composé de guabangshan et du suffixe latin -ensis, « qui vit dans, qui habite », lui a été donné en référence au lieu de sa découverte, le mont Guabang (Guabang Shan).

## Publication originale
- Shen, Deng & Wang, 2004 : A new hynobiid species, Hynobius guabangshenensis, from Hunan Province, China (Amphiba: Hynobiidae). Acta Zoologica Sinica, Beijing vol. 50, p. 209-215 (texte intégral).